# Grand Prix Pino Cerami
Grand Prix Pino Cerami är ett årligt belgiskt endagslopp i landsvägscykling som avhållits sedan 1964. Det ingick i UCI Europe Tour från starten av denna 2005 och klassificerades som 1.1, men utgick 2019. 2023 kom det tillbaka på Europe Tour-kalendern, men då klassificerat som 1.2. Det är uppkallat efter den italienfödde, senare belgiske, cyklisten Giuseppe "Pino" Cerami (1922-2014).

## Podieplaceringar
| 1993 |

| 1997 |

| 2009 |

| 2022 |